# Tesfom Okubamariam
Issak Tesfom Okubamariam (født 28. februar 1991) er en eritreansk cykelrytter, som senest kørte for det Martinicanske amatørhold Pédale Pilotine.